# Paralabrax clathratus
Paralabrax clathratus ist ein mittelgroßer Meeresfisch aus der Familie der Sägebarsche (Serranidae), der im Nordostpazifik heimisch ist. Dort ist er sowohl für die kommerzielle Fischerei als auch für Freizeitangler als Zielfisch relevant. Die IUCN hat diese Art als „nicht gefährdet“ eingestuft.

## Beschreibung
Paralabrax clathratus hat einen länglichen, leicht hochrückigen Körper mit einer spitzen Schnauze und einem großen Maul. Das Maul reicht bis unterhalb der Pupillenmitte, der Unterkiefer steht vor. Der Gaumen ist bezahnt. Die vorderen Ränder des Kiemendeckels weisen eine feine Sägung auf und an dessen Rand befindet sich ein großer Stachel. Die Rückenflosse hat 10 Stacheln und 13–14 Weichstrahlen, wobei der 3. und der 4. Stachel am längsten sind. Diese beiden sind fast doppelt so lang wie der zweite Stachel. Die Afterflosse hat 3 Stacheln und 7 Weichstrahlen. Die Schwanzflosse ist verkürzt, der Rand kann jedoch gewellt sein. Die Jungfische haben eine hellbraune Farbe, während die erwachsenen Fische braun bis olivgrün sind und zum Bauch hin blasser werden. Der hintere Teil des Kopfes weist hellgelbe Flecken auf, während der hintere Teil des Körpers mit schwarzen, weißen und/oder olivgrünen Flecken gemustert ist. Am Rücken entlang befinden sich Reihen weißer, rechteckiger Flecken. Die Männchen haben einen orangefarbenen Farbton am Unterkiefer und am Kinn. Ein Unterscheidungsmerkmal dieser von anderen, verwandten Arten besteht darin, dass Paralabrax clathratus gescheckte oder mehrfarbige Flecken unter dem Bauch aufweist. Diese Art erreicht eine maximale Gesamtlänge von 72 cm und ein maximales bekanntes Gewicht von 7 kg.

## Verbreitung
Paralabrax clathratus ist im Nordostpazifik vor der Küste Nordamerikas beheimatet. Sein Lebensraum erstreckt sich von Kalifornien im Norden bis zur Südspitze von Baja California im Süden. Früher konnte diese Art noch weiter nördlich bis zur Mündung des Columbia River an der Grenze der US-Bundesstaaten Oregon und Washington gefunden werden, aber Fänge und Sichtungen sind nördlich von Point Conception selten geworden.

## Lebensraum und Biologie
Paralabrax clathratus kommt in Tiefen zwischen 0 und 60 m vor und lebt fast ausschließlich in Kelpwäldern. Innerhalb von diesen nutzen die Fische eine Vielzahl von Mikrolebensräumen zur Nahrungsaufnahme, zum Schutz und zur Fortpflanzung. Beispielsweise verstecken sich die Jungfische zwischen dem Seetang und anderen Algenarten nahe der Wasseroberfläche, während die adulten Tiere tiefere, felsige Lebensräumen bevorzugen, da ihre Größe ihnen einen gewissen Schutz vor ihren Fressfeinden bietet. Diese Art laicht vom Spätfrühling bis zum Frühherbst. Beim Laichen bilden die erwachsenen Fische Gruppen von bis zu 200 Fischen, meist sind es jedoch etwa 50 Individuen. Diese Ansammlungen bilden sich normalerweise um eine natürliche oder künstliche Struktur wie einen Kelpwaldes oder ein Pier und treten in Tiefen von 8–18 m auf. Die sich paarenden Fische teilen sich in kleinere Gruppen auf und die Männchen balzen, indem sie sich an das Weibchen reiben und an ihren Flossen knabbern. Während der Paarung verfärben sich die Weibchen an der Oberseite dunkelgrau oder schwarz und an der Unterseite in leuchtendes Weiß, während die Männchen ebenfalls dunkler werden und insgesamt eine anthrazitfarbene Farbe annehmen, die durch schwarze vertikale Streifen und weiße Flecken unterbrochen wird. Die Männchen und Weibchen geben die Spermien und Eier gleichzeitig ab, normalerweise gegen Sonnenuntergang. Nach dem Laichen schlüpfen die Eier innerhalb von 36 Stunden. Anschließend durchlaufen sie eine pelagische Larvenphase, die mindestens einen Monat dauert, bevor sich die Larven zu Jungfischen entwickeln. Die Männchen sind im Alter von 2 bis 4 Jahren geschlechtsreif, während die Weibchen im Alter von 2 bis 5 Jahren geschlechtsreif sind. Ihre maximale Lebensdauer beträgt 34 Jahre.
Diese Art ist weitgehend tagaktiv und hält sich normalerweise in Deckung, da die Tarnung wichtig zu sein scheint, um die Beute effektiv beobachten und fangen zu können. Individuen sind ihren Heimatgebieten treu, die im Durchschnitt etwa 3000 m² groß sind. Die jüngeren Fische sind weniger ortstreu als die älteren und legen größere Entfernungen zurück, was möglicherweise daran liegt, dass sich ihre Ernährung mit zunehmender Reife ändert. Die juvenilen Tiere sind tagaktiver, da ihre Nahrung, das Zooplankton, tagsüber häufiger vorkommt. Subadulte Tiere sind nachts aktiver und ernähren sich abwechslungsreicher, wobei ihre bevorzugte Beute nachts aktiver ist. Wenn sie ausgewachsen sind, ernähren sie sich von anderen Fischen und sind vorwiegend in der Dämmerung auf Nahrungssuche. Normalerweise sind sie Einzelgänger, bilden jedoch in pelagischen Gewässern, beim Laichen und Jagen Schwärme.  Die Hauptbeute der Jungtiere sind Plankton, kleine benthische Wirbellose und kleine Krebstiere, während sich die Erwachsenen von größeren Fischen, Kopffüßern und größeren Krebstieren ernähren.

## Taxonomie
Paralabrax clathratus wurde im Jahr 1854 erstmals vom französischen Ichthyologen und Herpetologen Charles Frédéric Girard beschrieben, der diese Art bei San Diego (Kalifornien) entdeckt hatte. Der Gattungsname Paralabrax ist aus dem Griechischen para, was „neben“ bedeutet, und labrax, dem Europäischen Wolfsbarsch (Dicentrarchus labrax), zusammengesetzt. Der Artname clathratus bedeutet auf Latein „vergittert“ und weist auf das Muster des Fisches hin.

## Fischerei
Paralabrax clathratus gilt als ausgezeichneter Speisefisch und wird in Mexiko kommerziell befischt. Die Art ist auch eine wichtige Beutefischart für Freizeitangler. In Kalifornien gibt es keine kommerzielle Fischerei, weshalb die Art nur von der Freizeitfischerei genutzt wird. In den Jahren nach dem Zweiten Weltkrieg war sie starkem Druck durch die Sportfischerei ausgesetzt und der Bestand begann abzunehmen. In den 1950er Jahren wurden Mindestgrößen beim Fang und ein Verkaufsverbot für diese Art eingeführt und die Population erholte sich.